# Nicole Shirer
Nicole Shirer, née en 1942, est une actrice belge.

## Biographie
Actrice habituée de doublages et des seconds rôles – notamment pour son interprétation dans le téléfilm La Torpille (2002) de Luc Boland –, Nicole Shirer a été remarquée pour sa voix dans le film d'animation Les Triplettes de Belleville (2003) de Sylvain Chomet et celle « ambiguë à souhait » dans la mini-série L'Agent immobilier (2020) d'Etgar Keret et Shira Geffen.

## Filmographie

### Cinéma
- 2003 : Les Triplettes de Belleville de Sylvain Chomet – Triplette
- 2010 : Brownian Movement de Nanouk Leopold – La secrétaire au tribunal
- 2011 : Les Tribulations d'une caissière de Pierre Rambaldi – Mamie Heaven Limousines
- 2015 : Arrêtez-moi là de Gilles Bannier – Madame Gravate
- 2016 : Le Fantôme de Canterville de Yann Samuell – Mamie sourde
- 2016 : Ils sont partout de Yvan Attal – Nine
- 2017 : Comment j'ai rencontré mon père de Maxime Motte – Edmonde

### Télévision
- 2002 : La Torpille (téléfilm) de Luc Boland – La secrétaire de direction
- 2006 : Septième Ciel Belgique (série télévisée, 24 épisodes) d'Anne Landois, Sophie Kovess-Brun et Erwan Augoyard – Annemie Speltinckx
- 2012 : BXL/USA (téléfilm) de Gaetan Bevernaege – Florette
- 2012 : À dix minutes des naturistes (téléfilm) de Stéphane Clavier – Marguerite, voisine au balcon
- 2013 : Tiger Lily, 4 femmes dans la vie de Benoît Cohen – Abigaëlle
- 2014 : Plus Belle la Vie, spin-off Une vie en Nord – Paulette
- 2016 : Chefs (série télévisée, épisode 8 saison 2) réalisé par Clovis Cornillac – Geneviève Couderc
- 2017 : Lucas etc (série télévisée, 2 épisodes) de Lionel Delhaye, Jérôme Dernovoi et Benjamin Torrini – Madame Bara
- 2017 : Engrenages (série télévisée, épisode 4 saison 6) réalisé par Frédéric Jardin – Viviane
- 2020 : L'Agent immobilier (mini-série) d'Etgar Keret et Shira Geffen – Liliane Petresco
- 2021 : La Minute vieille (série télévisée) de Fabrice Maruca –

## Doublage

### Cinéma

#### Films
- Itziar Aizpuru dans :
  - Le Gardien invisible (2017) : la tante Engrasi
  - De chair et d'os (2019) : la tante Engrasi
- 2016 : Toni Erdmann : Flavia (Victoria Cociaș (de))
- 2020 : The Duke : Dorothy « Dolly » Bunton (Helen Mirren)

#### Films d'animation
- 1997 : Léo, roi de la jungle : Grand-mère
- 2022 : Le Pharaon, le Sauvage et la Princesse : voix d'ambiances

### Télévision

#### Séries télévisées
- 2023 : Tom Jones : Mme Wilkins (Janine Duvitski (en)) (mini-série)

#### Séries d'animation
- 1996-2004 : Franklin : Mamie Tortue (grand-mère de Franklin)
- 2000 : Lapitch, le petit cordonnier
- 2001-2004 : Les Enquêtes de Prudence Petitpas : Émérance

## Distinction
- 2014 : nomination au Magritte du « meilleure actrice de second rôle » dans BXL/USA[2]